# Virginio Cáceres
Virginio Cáceres Villalba (Assunção, 21 de maio de 1962) é um ex-futebolista profissional paraguaio, que atuava como defensor.

## Carreira
Virginio Cáceres fez parte do elenco da Seleção Paraguaia de Futebol da Copa do Mundo de 1986 